# Lampertheim
Lampertheim er en kommune i Kreis Bergstraße med 31337 indbyggere.

## Kommunalvalg 2011
| Parti                 | Procent |
| --------------------- | ------- |
| SPD                   | 44,1    |
| CDU                   | 31,3    |
| Bündnis 90/Die Grünen | 17,8    |
| FDP                   | 6,9     |

## Geografi

### Klima
| Vejr for Lampertheim (1991-2020)   | Vejr for Lampertheim (1991-2020) | Vejr for Lampertheim (1991-2020) | Vejr for Lampertheim (1991-2020) | Vejr for Lampertheim (1991-2020) | Vejr for Lampertheim (1991-2020) | Vejr for Lampertheim (1991-2020) | Vejr for Lampertheim (1991-2020) | Vejr for Lampertheim (1991-2020) | Vejr for Lampertheim (1991-2020) | Vejr for Lampertheim (1991-2020) | Vejr for Lampertheim (1991-2020) | Vejr for Lampertheim (1991-2020) | Vejr for Lampertheim (1991-2020) |
|                                    | Jan                              | Feb                              | Mar                              | Apr                              | Maj                              | Jun                              | Jul                              | Aug                              | Sep                              | Okt                              | Nov                              | Dec                              | År                               |
| ---------------------------------- | -------------------------------- | -------------------------------- | -------------------------------- | -------------------------------- | -------------------------------- | -------------------------------- | -------------------------------- | -------------------------------- | -------------------------------- | -------------------------------- | -------------------------------- | -------------------------------- | -------------------------------- |
| Gennemsnitlig maks °C              | 5,2                              | 7,1                              | 11,9                             | 16,9                             | 20,9                             | 24,3                             | 26,4                             | 25,9                             | 21,2                             | 15,3                             | 9,2                              | 5,7                              | 15,8                             |
| Gennemsnitlig °C                   | 2,4                              | 3,3                              | 6,9                              | 11,1                             | 15,3                             | 18,7                             | 20,6                             | 19,9                             | 15,4                             | 10,7                             | 6,1                              | 3,2                              | 11,1                             |
| Gennemsnitlig min °C               | −0,6                             | −0,5                             | 2,1                              | 5,3                              | 9,4                              | 12,8                             | 14,7                             | 14,2                             | 10,3                             | 6,6                              | 3                                | 0,4                              | 6,5                              |
| Gennemsnitlig nedbør mm            | 33                               | 32                               | 33                               | 33                               | 59                               | 60                               | 61                               | 57                               | 42                               | 45                               | 43                               | 47                               | 545                              |
| Kilde: Lampertheim - wetterlabs.de |                                  |                                  |                                  |                                  |                                  |                                  |                                  |                                  |                                  |                                  |                                  |                                  |                                  |

## Partnerbyer
Heppenheim er partnerby til
- Dieulouard, Frankrig siden 1981
- Adria, Italien
- Maldegem, Belgien
- Kanton Ermont, Frankrig
- Świdnica, Polen
- Wierden, Holland